# Przegląd Prawa Wyznaniowego
Przegląd Prawa Wyznaniowego – polskie czasopismo prawnicze wydawane nakładem Polskiego Towarzystwa Prawa Wyznaniowego. Tematycznie obejmuje szeroko pojętą problematykę prawa wyznaniowego. Radę Naukową czasopisma tworzą: Wojciech Góralski, Krzysztof Krasowski, Józef Krukowski, Ryszard M. Małajny, Henryk Misztal, Janusz Osuchowski, Michał Pietrzak, Ryszard Sztychmiler, Wacław Uruszczak, Wiktor Wysoczański. Pierwszym redaktorem naczelnym był Piotr Stanisz, kolejnym Dariusz Walencik. Obecnie w skład Kolegium Redakcyjnego wchodzą: Jan Krajczyński - redaktor naczelny, Paweł Sobczyk - zastępca redaktora naczelnego, Marta Ordon - sekretarz Kolegium Redakcyjnego, Paweł Borecki, Artur Mezglewski, Bartosz Rakoczy, Piotr Stanisz, Konrad Walczuk, Michał Zawiślak, Tadeusz Jacek Zieliński. W latach 2009–2017 ukazało się 9 tomów czasopisma.
Publikator znajduje się w wykazie czasopism punktowanych przez Ministerstwo Nauki i Szkolnictwa Wyższego. Od 2015 r. za publikację na jego łamach autor otrzymuje 8 punktów.